# M37 (疏散星团)
M 37（也稱為NGC 2099）是位於御夫座內富含恆星的一個疏散星團。它是御夫座內最亮的三個疏散星團之一，在1654年之前就已經被義大利天文學家Giovanni Battista Hodierna發現了。法國天文學家Guillaume Le Gentil在1749年重新發現M36和M38時錯過了M37。法國天文學家梅西耶在1764年9月獨立的重新發現了M37，但這三個星團已由霍迪娜收錄在星表內。它在特朗普勒的分類法中屬於I、1、r或I、2、r。它的總亮度約相當於6等星，使用雙筒望遠鏡就可以看見，但看似星雲狀，外觀接近圓形。
從地球看M37，它相對於銀核中心，位於反銀心的方向上，估計它的年齡在3億4700萬年至5億5000萬年之間。它的質量是太陽的1,500倍，擁有的恆星數量超過500顆，而大約有150顆的視星等比12.5等明亮。M37至少有一打的紅巨星，並且還活著在主序帶上的最高溫恆星在恆星分類上是B9V。在氫和氦以外元素的豐度，也就是天文學家所謂的金屬量，不是略高於太陽，就是與太陽相似。
估計它與地球的距離大約是4,500光年（1,380秒差距），星團的角直徑為24弧分，相對應於實際上的數值大約是20-25光年（6-7.5秒差距）。星團的潮汐半徑，外部的引力攝動對成員的軌道有明顯影響的距離，大約是46-59光年（14-18秒差距）。這個星團繞行銀河系的軌道周期大約是2億1930萬年，離心率0.22。這將使它與銀河中心最接近的距離大約是19,600光年（6,012秒差距），最遠的距離大約是30,700光年（9,417秒差距）。它離銀河平面最遠的距離大約是290光年（89秒差距），穿越銀河平面大約要3,170萬年的時間。

## 星圖
- Large scale map
- Small scale map

## 外部連結
- Messier 37, SEDS Messier pages
- WikiSky上关于M37 (疏散星团)的内容：DSS2, SDSS, GALEX, IRAS, 氢α, X射线, 天文照片, 天图, 文章和图片